# Italpet Preforme
La Italpet Preforme S.p.A. è stata un'azienda chimica italiana appartenente al gruppo Mossi & Ghisolfi.

## Storia

### Origini
Venne fondata nel 1997, insieme ad altre società, con il nome di Italpet S.p.A.; le attività produttive vennero inserite nello stabilimento di Pallanza, dove già operava (dal 1989) un'altra azienda del gruppo M&G, l'Acetati S.p.A.. Sempre nel 1997, a seguito di una joint venture con le ditte Marubeni, Catisa e Cobarr S.p.A., assunse la denominazione di Italpet Preforme S.p.A..

### Europa Preforme
A seguito poi della riorganizzazione delle aziende del gruppo M&G, nell'aprile 2007 assunse la denominazione di Europa Preforme S.r.l. (o Europre).

### La cessione a Plastipak Packaging
Il 29 febbraio 2008 il gruppo M&G ha ceduto infine il controllo della società alla statunitense Plastipak Packaging Inc.; la nuova società opera con la denominazione di Plastipak Italia.

## Produzioni
La produzione principale è quella di contenitori in PET (bottiglie, flaconi…) per uso alimentare, di cui è il secondo produttore mondiale.